# Tödtenried
Tödtenried ist ein Pfarrdorf und Ortsteil der Gemeinde Sielenbach im Landkreis Aichach-Friedberg, der zum Regierungsbezirk Schwaben in Bayern gehört.

Zur Gemarkung gehören auch die Einöden Heilbach, Holzgrub, Morabach, Oberhaslach, Unterhaslach und Unterschröttenloh.

## Geographie
Tödtenried liegt im Donau-Isar-Hügelland und damit im Unterbayerischen Hügelland, das zum Alpenvorland, einer der Naturräumlichen Haupteinheiten Deutschlands, gehört.
Tödtenried liegt etwa zwei Kilometer südlich von Sielenbach.

Morabach liegt ungefähr 400 m nördlich, Ober- und Unterhaslach etwa 1,2 Kilometer nordöstlich, Unterschröttenloh rund einen Kilometer östlich, Holzgrub annähernd einen Kilometer südöstlich und Heilbach rund einen Kilometer westlich von Tödtenried.
Tödtenried liegt an der in südnördlicher Richtung verlaufenden Staatsstraße St 2338 von Adelzhausen nach Klingen, an der auch noch weiter nördlich Morabach liegt.
Tödtenried liegt im Tal der parallel zur Staatsstraße in südnördlicher Richtung fließenden Ecknach, in die südwestlich von Tödtenried der Kabisbach (von Tattenhausen, Rieden und Heilbach im Westen kommend) als linker Zufluss und direkt westlich von Tödtenried der Schröttenlohgraben (von Ober- und Unterschröttenloh im Osten kommend und durch Tödtenried fließend) als rechter Zufluss münden. Die Ecknach kommt aus Adelzhausen und Irschenhofen im Süden und fließt weiter nach Sielenbach, Klingen, Ecknach und schließlich Aichach im Norden, wie sie als rechter Zufluss in die Paar mündet.

## Geschichte
Bis zum 1. Juli 1972 gehörte Tödtenried mit seinen Ortsteilen als selbstständige Gemeinde zum Landkreis Aichach und wurde im Zuge der Gebietsreform in Bayern dem neu gegründeten Landkreis Aichach-Friedberg zugeschlagen. Am 1. Januar 1978 erfolgte die Eingemeindung nach Sielenbach.
Die katholische Pfarrei Sankt Katharina in Tödtenried gehört zum Dekanat Aichach-Friedberg im Bistum Augsburg. Zur Pfarrei gehören auch die Filiale Sankt Nikolaus in Kiemertshofen und die Orte Heilbach, Hohleneich, Holzgrub, Morabach, Ober- und Unterhaslach, Oberschröttenloh, Unterschröttenloh und Schloßberg.

## Baudenkmäler

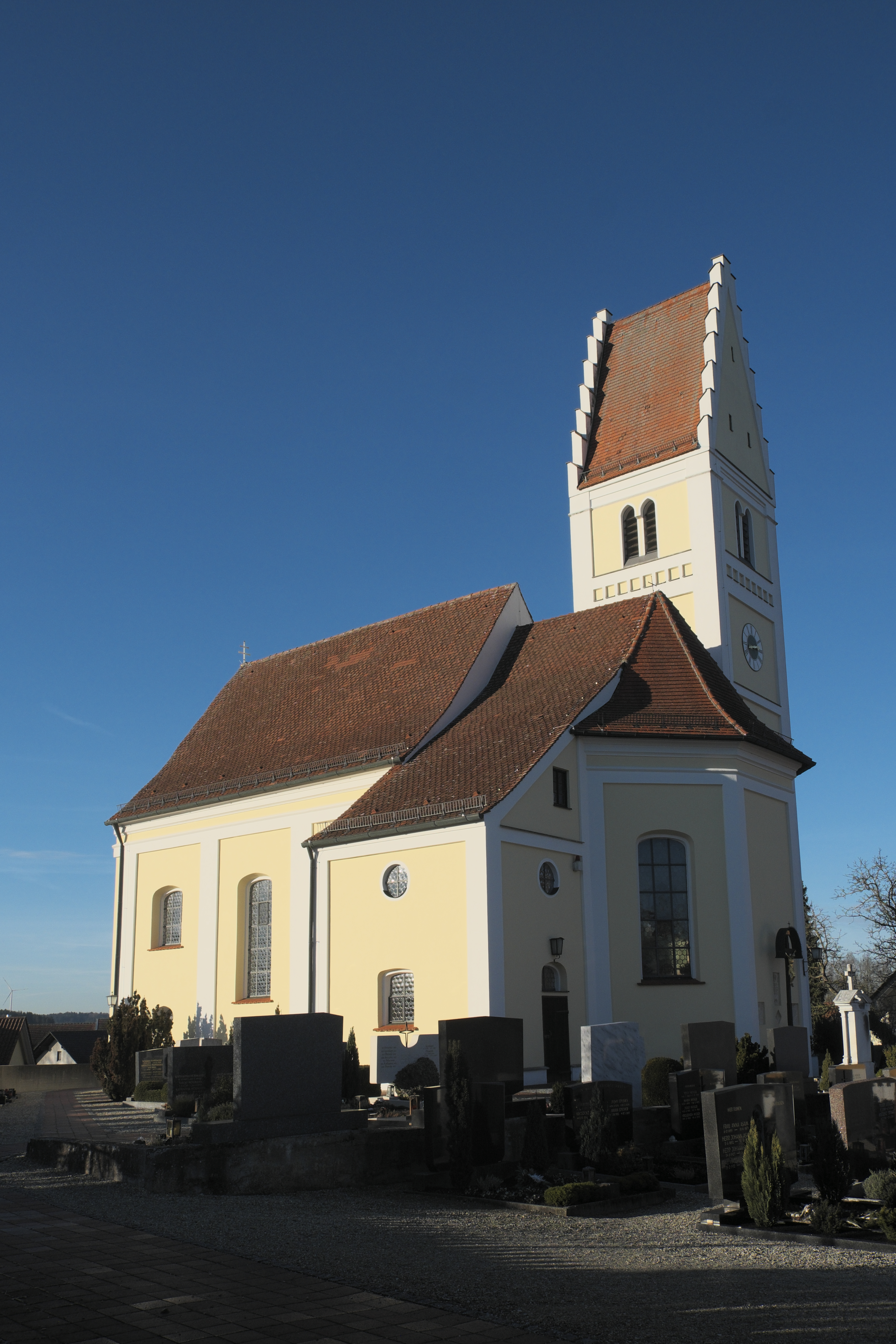
Kirche St. Katharina

Siehe auch: Liste der Baudenkmäler in Tödtenried
- Katholische Pfarrkirche St. Katharina
- Pfarrhaus

## Bodendenkmäler
Siehe auch: Liste der Bodendenkmäler in Tödtenried
- Ziegelei der römischen Kaiserzeit

## Persönlichkeiten
- Josef Erhard (* 1847 in Tödtenried; † 1907 in München), Gast- und Landwirt und bayerischer Abgeordneter